# Château de la Touraille
Le château de La Touraille est un château situé à Augan, en Bretagne, dans le département du Morbihan (France).

## Localisation
Le château se situe à environ deux kilomètres à l'ouest du bourg d'Augan en direction de Ploërmel, sur la rive droite de l'Oyon. Il est associé à ses anciennes dépendances et entouré de ses anciennes métairies de Coduant, du Charbon-Blanc, de La Ville-Jagu, de la Bossardais, de La Ville-Ruaud, de La Ville-Rio (Villerio), de la Tieulaie (La Thieulaye) en Ploërmel, ainsi que de l'ancienne seigneurie des Marchix en Campénéac.

## Description
Bâti sur un coteau, le château de la Touraille est entouré de bois filants vers l'étang de Lémo, le long de la rivière Oyon. L'édifice figurait en 1812 sur le cadastre napoléonien selon un plan en « T ». Son apparence d'aujourd'hui date de la fin XIXème siècle.  
La façade antérieure à 6 travées comporte un fronton triangulaire avec un oculus au-dessus des deux travées centrales encadrées de pilastres ; la façade arrière présente un important avant-corps sorti de trois travées surmontées d'un fronton-pignon triangulaire percé de trois baies semi-circulaires. 
Le corps d'origine de "ce charmant vieux manoir", selon Arthur de la Borderie, daterait de la fin du XVIIIe siècle. Il a remplacé un édifice seigneurial beaucoup plus ancien, en partie détruit pendant les guerres de Religion. L'agrandissement principal, qui confère au bâtiment son développement actueldate des années 1890.
Les dépendances attenantes au logis principal avait une longueur de 100 pieds (30 mètres) du nord au sud. Là se situaient les écuries, les étables au nord, une grange au sud et un pigeonnier.

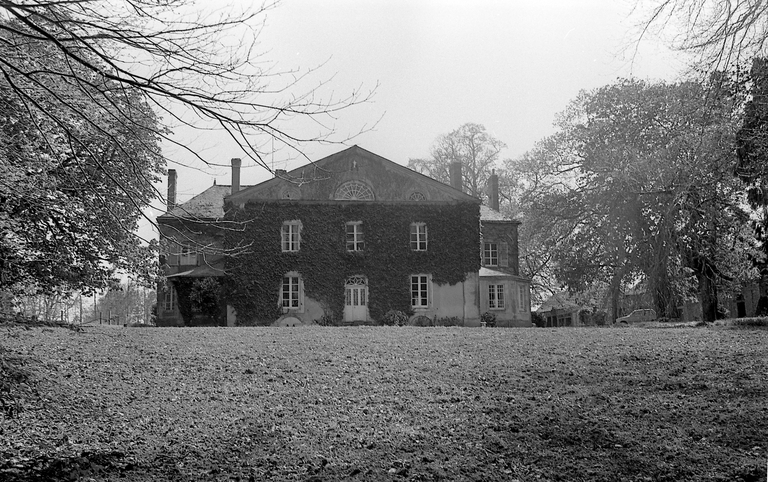

Une chapelle, aujourd'hui disparue, était située à l'extrémité est du bois de la Touraille, où se trouve actuellement le portail de sortie vers le domaine de Lémo. Placée sous le patronage de saint Isidore, patron des laboureurs, ce sanctuaire devenu un lien de dévotion fut détruit à la demande de l'abbé Collet, recteur d'Augan en 1865 .

## Histoire et occupation
Selon le marquis de Bellevüe, une habitation noble existait à la Touraille dès le Moyen Âge. Ce premier château était associé à une chapelle, une fuye, une futaye, une métairie et était desservi par un pont, avec une retenue d'eau sur l'Oyon. Les seigneurs de la Touraille jouissaient d'un droit de moyenne et de basse justice. Ils disposaient d'un banc et d'un enfeu prohibitif dans l'église paroissiale d'Augan.  
Au XIVe siècle, la seigneurie de la Touraille était associée à la famille Desgrées. En 1385, l'écuyer Berthieu Desgées, également seigneur de la Villerio et de la Noë, en était propriétaire. Le 22 novembre 1453, son descendant, le chevalier Jean II Desgrées, rendit hommage au seigneur de Malestroit, plaçant la terre de la Touraille dans son obéissance. En 1598, les Desgrées, seront titrés vicomtes de la Touraille. Loyaux au souverain et en cela fidèles au nouveau roi de France Henri IV, ils endurèrent les représailles de la Ligue aux ordres du Duc de Mercœur, Gouverneur de Bretagne. De 1590 à 1595, les ligueurs incendièrent le château de la Touraille, firent abattre ses bois et pillèrent ses archives. Accablé de dette, le vicomte Jean IV Desgrées, surnommé le "Prodigue", dut se résoudre à vendre la Touraille en 1622 à Jean-Marie Le Doüarain de Lémo.  
En 1709, la Touraille est saisie au bénéfice de René Liger de la Châtaigneraie qui la cède en 1716, aux Larcher, seigneurs du Bois-du-Loup. Des revers de fortune, obligeront Jean Chrysostôme Larcher, comte de la Touraille, à vendre le château et ses propriétés en 1764. La Touraille revint une nouvelle fois aux Le Doüarain, notamment à Jacques Marie Joseph Le Doüarain de Lémo, conseiller général du Morbihan pour le canton de Guer et maire de la commue d'Augan de 1818 à 1828.   
Charlemagne Mouësan, comte de la Villirouët en héritera par mariage avec la fille du précédent en 1832 . Son fils, Paul Mouësan de la Villirouët, né à la Touraille, également maire de la commune d'Augan de 1871 à 1900.   
Les Fournier de Bellevüe acquirent ensuite le domaine par mariage vers la fin du XIXe siècle. Ils y réalisèrent les travaux d'agrandissement et d'embellissements donnant au château son aspect actuel. Ils agrandirent également le parc au midi et entreprirent la transformation des dépendances agricoles. Le Marquis de Bellevüe, érudit et homme politique, y est né et y est décédé.  
La famille de La Guerrande, propriétaire actuelle des châteaux de la Touraille et de de Lémo, descend du comte Paul de la Villirouët,.

## Personnalités liées au château de la Touraille
- Jean Chrysostôme Larcher[17], comte de la Touraille, soldat, poète et philosophe, né au château du Bois-du-Loup, le 5 avril 1720 et guillotiné à Paris en 1794 ;
- Jacques Marie Joseph Le Doüarain de Lémo, conseiller général du Morbihan et maire d'Augan de 1818 à 1828 ;
- Paul Mouësan de la Villirouët, ancien zouave pontifical et maire d'Augan de 1971 à 1900 ;
- Xavier Fournier de Bellevüe , auteur de textes poétiques et historiques sur le pays de Brocéliande, mieux connu sous son titre de Marquis de Bellevüe, né le 3 juillet 1854 et mort le 22 mai 1929[18] au château de la Touraille.

## Blasons des familles propriétaires

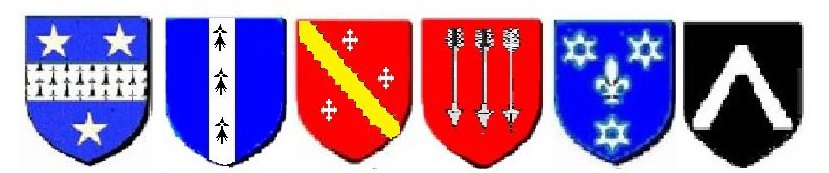
Armoiries des Desgrées, des le Doüarain, des Liger de la Châteigneraye, des Larcher, des Mouësan de la Villirouët et des Fournier de Bellevüe

## Sources
- Ressource relative à l'architecture :   - Mérimée
- Inventaire général du patrimoine culturel
- Château de la Touraille (Augan) sur patrimoine.bzh/gertrude-diffusion/
- Archives départementales du Morbihan - registres d'état civil, cadastre napoléonien et presse ancienne
- Patrick Mahéo, Le marquis de Bellevüe (1854-1929), historien et poète, Bulletin de la Société Polymathique du Morbihan, Vol. 120, 1984, p. 165-183
- Marquis de Bellevüe, membre des sociétés d'archéologie d'Ille-etVilaine et du Morbihan, Généalogies des maisons Desgrées du Loup, Le Doüarain de Lémo, Mouësan de la Villirouët et Fournier de Bellevüe, Rennes, Imprimerie breveté Francis Simon, 1909.
- Marquis de Bellevüe, membre des sociétés d'archéologie d'Ille-etVilaine et du Morbihan, Ploërmel : Ville et Sénéchaussée, Paris, Livre d’Histoire, 1915
- Marquis de Bellevüe, membre des sociétés d'archéologie d'Ille-etVilaine et du Morbihan, Augan : histoires et seigneuries